# Tmarus foliatus
Tmarus foliatus är en spindelart som beskrevs av Roger de Lessert 1928. Tmarus foliatus ingår i släktet Tmarus och familjen krabbspindlar. Inga underarter finns listade i Catalogue of Life.